# Burnin' Up
Burnin' Up è il primo singolo ad essere stato pubblicato dalla band Jonas Brothers del loro terzo album A Little Bit Longer nel 2008.
Al videoclip ha anche partecipato come guest star l'attrice e cantante, nonché ex fidanzata di Nick Jonas, Selena Gomez. IL video è ambientato sul bordo di una piscina e ci sono delle scene nelle quali i fratelli Jonas fingono di interpretare dei film. Nick appare come in un film di "James Bond 007", Joe interpreta uno dei protagonisti di "Miami Vice" e Kevin un esperto di arte ninja. Oltre ai tre fratelli, nel video appare anche la loro guardia del corpo, "Big Rob", che non solo canta una parte della canzone, ma appare anche nel video, immaginando di essere anche lui nei panni dei personaggi interpretati dai 3 fratelli. Come si vede anche in una delle puntate di "Band in a bus", per Big Rob ci sono stati dei piccoli problemi per cantare quella parte, non essendo un cantante di professione. Questo brano veniva inoltre usato in Italia, soprattutto su Canale 5 per la trasmissione di Antonio Ricci Striscia la notizia, dove fungeva da stacchetto delle veline.

## Tracce[2]
1. "Burnin' Up"
2. "When You Look Me in the Eyes "

| Posizione | 19 | 17 | 15 | 18 | 21 | 26 | 13 | 22 | 29 | 36 | 37 | 39 | 33 | - |